# Факультет інфокомунікацій Харківського національного університету радіоелектроніки
Факультет інфокомунікацій — структурний підрозділ Харківського національного університету радіоелектроніки, що покликаний провадити підготовку спеціалістів з таких напрямів як телекомунікації, радіотехніка, кібербезпека тощо.

## Навчальна робота
На факультеті працюють покад 95 науково-педагогічних працівників та співробітників танавчаються понад 700 студентів.
Факультет провадить підготовку студентів освітньо-кваліфікаційного рівня бакалавр та магістр, а також докторів філософії за такими спеціальностями:
- телекомунікації та радіотехніка;
- кібербезпека;
- метрологія та інформаційно-вимірювальна техніка.

Студенти факультету інфокомунікацій мають можливість:
- навчатися за програмами подвійних дипломів та освітньої мобільності у межах міжнародної програми «Erasmus+»;
- проходити додаткові іноземні навчальні програми й курси на базі академій Cisco, D-link, Oracle;
- проходити стажування і практику в інфокомунікаційних компаніях України таких як:
  - Укртелеком,
  - Lifecell,
  - ЕРАМ,
  - Дата груп,
  - Київстар тощо[1].

Деканом факультету є кандидат технічних наук, доцент, завідувач відділення навчання іноземною мовою Аркадій Владиславович Снігуров.

## Кафедри
Факультет складається з трьох кафедр:
- інфокомунікаційної інженерії;
- інформаційно-мережної інженерії;
- метрології та технічної експертизи[1].

Також на базі факультету працюють різноманітні центри створені спільно з міжнародними компаніями такими як:
- Cisco;
- Oracle;
- CS;
- Avaya;
- D-link;
- Samsung;
- Alcatel;
- Monis тощо[1].

У 2017 році партнерами з Європейського союзу у рамках програми Темпус було придбано обладнання для створення кіберполігону з вивчення кібербезпеки хмарних технологій.

### Кафедра інфокомунікаційної інженерії
Спеціалісти кафедри провадять підготовку бакалаврів, магістрів за спеціальностями:
- телекомунікації;
- радіотехніка;
- інфокомунікаційна інженерія;
- кібербезпека.[2]

На кафедрі були створені нові лабораторії систем та мереж наступного покоління, на базі яких лабораторні роботи виконуються з використанням віддаленого доступу та інших передових технологій. 
Лабораторні роботи і частина видів підготовки проходять у філіях таких компаній як:
- Укртелеком;
- Протон;
- Моноліт;
- Харківський державний регіональний науково-технічний центр захисту технічної інформації;
- Київстар;
- Vodafon;
- Велтон Телеком;
- Реком ТКС та інших[2].

На базі лабораторій кафедри були організовані регіональні академії та навчальні центри: CISCO, Samsung і Avaya, Oracle та інші.
Також кафедра бере участь у співтоваристві ISACA – міжнародній асоціації, що об’єднує професіоналів у галузі ІТ та співтоваристві OWASP – щодо безпеки вебдодатків.
Завідувачем кафедри є професор, доктор технічних наук Олександр Віталійович Лемешко.

### Кафедра інформаційно-мережної інженерії
На кафедрі провадиться підготовка бакалаврів, магістрів за спеціальністю 172 Телекомунікації та радіотехніка за освітніми програмами:
- телекомунікації;
- інформаційно-мережна інженерія;
- мережі мобільного зв’язку.[4]

Кафедра розробляє такі аспекти наукового напряму пов'язані з інфоркомунікаційними технологіями:
- підвищення ефективності інфокомунікаційних мереж;
- методи і засоби інтелектуальної обробки інформації;
- технології мобільних і стаціонарних мереж передачі інформації;
- технології розподілу інформації;
- моделювання та багатокритеріальна оптимізація мереж зв'язку[4].

Викладачі та студенти кафедри беруть участь у наукових конференціях, конкурсах за фахом, відкритих лекціях, семінарах, стажування від провідних ІТ-компаній.
Завідувачем кафедри є доктор технічних наук, професор, Валерій Михайлович Безрук.

### Кафедра метрології та технічної експертизи
На кафедрі готують студентів бакалаврів, магістрів та докторів філософії з напрямів:
- технічна експертиза;
- метрологія та інформаційно-вимірювальні технології;
- метрологія, стандартизація та сертифікація;
- якість, стандартизація та сертифікація тощо[6].

Науковими напрями кафедри є:
- моделювання та проєктування засобів вимірювальної техніки;
- обробка та оцінка результатів вимірювань;
- створення систем менеджменту якості[7].

На базі кафедри працюють на такі лабораторії:
- Інформаційно-вимірювальних систем та технологій;
- Метрології та вимірювальної техніки;
- Теоретичної метрології;
- Магнітних вимірювань;
- Випробувальна лабораторія по сертифікації програмних засобів і інформаційних технологій[8].

Кафедра співпрацює з європейськими університетами Болгарії, Словаччини, Польщі, Німеччини, Португалії та Білорусі.

## Декани факультету
- 1995-2005 — І. М. Пресняков;
- 2005 — О. М. Попонін;
- 2017 — А. В. Снігуров.

## Міжнародна співпраця
Факультет співпрацює у напрямках програм подвійних дипломів та освітньої мобільності у межах міжнародної програми “Erasmus+” у закладах вищої освіти Швеції, Німеччини, Франції тощо. А саме таких університетів як:
- Технологічний інститут Блекінге;
- Технічний університет Вільдау;
- Університет Лілль;
- Варшавська політехніка;
- Університет Пардубіце та інших

Студенти факультету мають можливість проходити міжнародні навчальні програми та авторські курси на базі академій Cisco, D-link та Oracle.